# サクライロノキセツ 〜Re-Product&Remix&PV〜
「サクライロノキセツ 〜Re-Product&Remix&PV〜」（サクライロノキセツ リプロダクトアンドリミックスアンドピーブイ）は、yozuca*の8作目のシングル。2005年9月29日にLantisから発売された。

## 概要
2005年4作目のシングル。前作「サクライロノキセツ」、および「サクラサクミライコイユメ」のリミックスバージョンが計3種収録されている。
「サクラサクミライコイユメ」、「サクライロノキセツ」のPVとメイキング映像を収録しているDVDが同梱された。

## 収録曲
（全作詞・作曲：tororo）
1. サクライロノキセツ crunch world mix
編曲：鈴木マサキ
2. サクラサクミライコイユメ Virtual beautiful STAYKOOL club mix
編曲：stay kool
3. サクライロノキセツ night rainbow takes
編曲：斎藤真也

## DVD
1. サクラサクミライコイユメ（PV）
2. サクライロノキセツ（PV・メイキング映像）